# Pietro Bachi
Pietro Bachi (ur. 1787 w Palermo, zm. 1853 w Bostonie) – amerykański językoznawca.

## Życiorys
Urodził się w Palermo jako Ignazio Batolo. Studiował prawo na Uniwersytecie Padewskim, podjął następnie pracę w zawodzie. Miał też uzyskać doktorat na Uniwersytecie w Palermo. Zaangażował się w działalność polityczną, wspierając Joachima Murata w jego próbach wstąpienia na tron Królestwa Obojga Sycylii. Po straceniu Murata Batolo zmuszony był do opuszczenia Włoch. Używał w owym czasie rozlicznych pseudonimów, w tym właśnie Pietro Bachi. Pod tym właśnie imieniem i nazwiskiem znany jest w historiografii. Początkowo przebywał w Wielkiej Brytanii, w 1825 wyemigrował do Stanów Zjednoczonych. Z drugim z tych krajów związał się na stałe, pozostając w USA aż do śmierci.
W 1826 został zatrudniony przez Uniwersytet Harvarda jako wykładowca języka włoskiego. Za jego karierą na tym właśnie uniwersytecie stał George Tickor, pierwszy harwardzki profesor języków nowożytnych. W kolejnych latach jego obowiązki dydaktyczne były poszerzane, częściowo z uwagi na przeważającą wówczas w Stanach Zjednoczonych opinię, zgodnie z którą obcokrajowcy zdolni są do wykładania któregokolwiek języka obcego. Od 1828 nauczał języka hiszpańskiego, od 1831 także języka portugalskiego. Z Harvardem związany był zawodowo aż do 1846, kiedy to został zwolniony z powodu skłonności do nadużywania alkoholu. Kiepskie zarobki, zamykające się w pięciuset dolarach rocznie doprowadziły go do bankructwa. Pamiętany jest jako pierwszy Włoch wykładający na Harvardzie. Zmarł w Bostonie.
Autor rozlicznych publikacji, głównie popularyzujących literaturę włoską oraz wspomagających naukę języków włoskiego, hiszpańskiego i portugalskiego. Można w tym kontekście wymienić choćby A comparative view of the Italian and Spanish languages, or an easy method of learning the Spanish tongue for those who are already acquainted with the Italian (1832) oraz A comparative view of the Spanish and Portuguese languages, or an easy method of learning the Portuguese tongue for those who are already acquainted with the Spanish (1831). W 1829 wydał też A Grammar of the Italian Language, która doczekała się drugiego, poprawionego wydania w 1838.